# Пузиков, Вячеслав Михайлович
Пузиков Вячеслав Михайлович (14 августа 1947, Купянск — 11 декабря 2014) — советский учёный в области материаловедения и технологии монокристаллических материалов. Академик НАН Украины.

## Биография
Вячеслав Михайолвич Пузиков родился 14 августа 1947 года в городе Купянск Харьковской области. В 1970 году окончил радиофизический факультет Харьковского государственного университета.
Возглавлял научно-технологический комплекс «Институт монокристаллов» Национальной академии наук Украины.
Умер 11 декабря 2014 года.

## Научная карьера
1. специалист в области физики твердых тел.
2. под его научным руководством защищено 4 докторских диссертации.
3. лауреат Государственной премии Украины в области науки и техники.
4. Руководитель Государственной научно-технической программы